# Nabirat
Nabirat (occitan: Nabirac) là một xã của Pháp, nằm ở tỉnh Dordogne trong vùng Aquitaine của Pháp.

## Hành chính
| Danh sách các xã trưởng                |             |              |                  |           |
| Giai đoạn                              | Giai đoạn   | Tên          | Đảng             | Tư cách   |
| 1989                                   | đương nhiệm | Yvette Vigié | không chính thức | retraitée |
| Tất cả các dữ liệu trước đây không rõ. |             |              |                  |           |

## Thông tin nhân khẩu
| Năm    | 1962 | 1968 | 1975 | 1982 | 1990 | 1999 | 2007 |
| ------ | ---- | ---- | ---- | ---- | ---- | ---- | ---- |
| Dân số | 349  | 333  | 301  | 316  | 275  | 331  | 368  |